# Rudgea nebulicola
Rudgea nebulicola är en måreväxtart som beskrevs av Julian Alfred Steyermark. Rudgea nebulicola ingår i släktet Rudgea och familjen måreväxter. Inga underarter finns listade i Catalogue of Life.